# Bell Hoboken
Bell Hoboken was een telecommunicatiefabriek van Bell Telephone Manufacturing Company, later  Alcatel Bell en vervolgens Scanfil gelegen aan de Berkenrodelei 75 te Hoboken. De productie startte in 1926 en in de loop van 2006 werd de fabriek gesloten. Deze vestiging had zusterfabrieken te Gent en Geel

## Geschiedenis

### Oprichting
De gronden gelegen aan de Berekenrodelei te Hoboken werden in 1924 gekocht door de Bell Telephone Manufacturing Company om een sportpark aan te leggen voor de werknemers van de hoofdvestiging van den Bell in Antwerpen. Door de verdere groei van het bedrijf werd echter in 1926 reeds de eerste bescheiden werkplaats van 5000 m² ingehuldigd, vervolgens werd in 1927 nog een deel van het sportterrein opgeofferd om de fabriek uit te breiden naar 13.000 m². In de beginperiode van de site van Hoboken was de montage-afdeling van manuele schakelborden en de afdeling houtbewerking hier gehuisvest.

### Crisis
Als gevolg van de beurscrash van 1929 en de daarop volgende crisis werd de fabriek in de jaren 30 tijdelijk gesloten. In 1937 werd de fabriek heropend, waarbij de afdeling kabels en koorden naar Hoboken kwam. In juli 1938 kwamen daar de afdelingen gloeilampen en koeluitrustingen bij.

### Expansie
In 1952 werd er opnieuw grond bijgekocht en de fabriek en de sportfaciliteiten werden nogmaals uitgebreid. De jaren 50 waren een hoogtepunt voor deze fabriek met een toenemende productie in huistelefooncentrales, telefoontoestellen, lampen, spuitgietonderdelen, audioapparatuur en automatiseringssystemen.

### Modernisering
Begin 1970 begon de modernisering van de site, de totale fabricage van de mechanische onderdelen werd in Hoboken geconcentreerd. Hierdoor werd de fabriek in 1972 voor een laatste keer uitgebreid naar 64.000 m². 
In 1988 kocht het Franse Alcatel de Bell Telephone Manufacturing Company, waardoor er voorstaan gesproken werd over Alcatel Bell Hoboken.
De ruimtevaart- en defensie-divisie van Alcatel verhuisde in 1991 naar Hoboken. Deze divisie was reeds in 1962 door Bell Telephone Manufacturing Company opgericht en was sinds begin de jaren 1990 bekend onder de naam Alcatel Bell Space and Defence. Deze divisie bevond zich ter hoogte van de Berkenrodelei 33. De defensie-afdeling was gespecialiseerd in radiocommunicatie, avionica en militaire communicatienetwerken en de ruimtevaartafdeling was gespecialiseerd in de bouw van satellieten en van de systemen die deze satellieten vanop aarde dienden te ondersteunen.
De fabriek bestond dus voortaan uit twee divisies: de eerder vernoemde ruimtevaart- en defensie-divisie en de componentendivisie. Deze laatste bestond uit een CAD-CAM-afdeling, voor het ontwerp van metalen en plastic onderdelen en een gereedschapsafdeling die met behulp van metaalbewerking en de plasticspuiterij de gewenste onderdelen fabriceerden.

### Herstructurering en sluiting
De eerste geruchten over aankomende afdankingen en inkrimpingen begonnen reeds vanaf begin jaren 90' met stakingen in 1991 en 1992, en de daarbij gevreesde afdankingen vonden plaats in 1995 en 1997. 
In 1998 werd Alcatel Bell Space and Defence een onafhankelijke dochteraanneming, in 1999 werd de defensiecomponent verkocht en werd de naam Alcatel Bell Space. Door de alliantie tussen Alcatel Bell Space en Finmeccanica werd de naam in 2005 gewijzigd naar Alcatel Alenia Space Antwerp, waarbij Alcatel een meerderheidsparticipatie van 67% behield in het bedrijf. Reeds in 2007 verkocht Alcatel haar belang aan Thales om de overname van Lucent Technologies te kunnen betalen, waarna de naam gewijzigd werd in Thales Alenia Space Antwerp. In 2010 werden de aandelen door Thales aan OHB system AG verkocht en kreeg het bedrijf haar huidige naam Antwerp Space. 
In 2000 barstte de internetzeepbel, tijdens deze zeepbel stegen de waarden van de aandelen van de internetbedrijven zeer snel, als gevolg van een verwachte groei in deze sector. Door de recessie die volgde op de niet behaalde verwachtingen steeg de schuldenlast van Alcatel enorm en tegelijkertijd daalde de omzet. Deze neerwaartse spiraal bleef zich voortzetten en vanaf 2001 werd de visie van Alcatel om zich niet langer zelf met de productie bezig te houden. Sinds 2001 werd de samenstelling van ADSL-racks volledig in Hoboken geplaatst, die voordien ook gedeeltelijk in Geel plaatsvond. Ook werden vanaf 2001 de tijdelijke contracten niet langer verlengd.  
Op 30 januari 2003 werd bekendgemaakt dat de fabriek verkocht ging worden aan het Finse Scanfil, deze verkoop werd afgerond op 1 april 2003, waarbij Alcatel zich bleef voornemen om een deel van de productie te blijven afnemen, wat achteraf niet werd nagekomen. Deze verkoop kon de teloorgang echter niet stoppen, reeds in januari 2006 werd de intentie tot sluiting van Scanfil Hoboken bekendgemaakt; wegens de toenemende concurrentie uit lageloonlanden. 

## Huidige toestand
De locatie van de componentendivisie die later overgenomen werd door Scanfil, werd begin 2008 aan een projectontwikkelaar verkocht om er een nieuwe stadswijk 'Groen Zuid' op te bouwen. Rond 2010 werd gestart met de afbraak van de site en van 2013 tot 2020 werden de huizen en appartementen gebouwd.
Van de sportfaciliteiten van de Bell Telephone Manufacturing Company blijft de voormalige sporthal 'Extra Time' nog over, hierin is tegenwoordig een trampolinepark gevestigd. De tennisvelden en het voetbalveld met atletiekpiste zijn verdwenen ten voordele van de stadsontwikkeling. 
Van de oorspronkelijke Bell Telephone Manufacturing Company fabriek blijft enkel de ruimtevaartdivisie nog over, gelegen in de Berkenrodelei 33. Deze divisie draagt tegenwoordig de naam Antwerp Space.